# Kees Fens
Cornelis Walterus Antonius (Kees) Fens (Amsterdam, 18 oktober 1929 – aldaar, 14 juni 2008) was een Nederlands literatuurcriticus, essayist en letterkundige.

## Levensloop
Fens volgde zijn middelbareschoolopleiding aan het St. Ignatiuscollege (nu Sint Ignatiusgymnasium) in Amsterdam, waar hij in 1948 zijn A-diploma behaalde. Daarna volgde hij in de avonduren een studie Nederlands-MO. Tussen 1959 en 1982 werkte hij als leraar Nederlands, eerst aan het Triniteitslyceum in Haarlem, vanaf 1964 aan de Frederik Muller Academie in Amsterdam, alwaar hij ook westerse en niet-westerse cultuur doceerde. In 1982 werd hij benoemd tot hoogleraar in de moderne Nederlandse letterkunde aan het instituut Nederlands van de Katholieke Universiteit Nijmegen. Onder zijn begeleiding kwam onder meer een proefschrift tot stand over de novellebundel Paranoia (1953) van Willem Frederik Hermans: G.F.H. Raat, De vervalste wereld van Willem Frederik Hermans (Huis aan de Drie Grachten, 1985). Ook promoveerde bij Fens Jos Muyres met een dissertatie over het ontstaan van De Kapellekensbaan (1953) en Zomer te Ter-Muren (1956) van Louis Paul Boon: De Kapellekensbaan groeit (Uitgeverij Plantage, 1995). Na zijn emeritaat in 1994 volgde nog een benoeming tot bijzonder hoogleraar literaire kritiek aan diezelfde universiteit. Hij legde in 2001 ook die functie neer.
Tegelijkertijd schreef Fens literaire kritieken, vanaf 1955 voor het weekblad De Linie, van 1960 tot 1968 voor het dagblad De Tijd en van 1968 tot 1978 voor de Volkskrant. Voor die laatste krant is hij tot en met 2008 blijven schrijven, meest over literaire onderwerpen, hoewel hij er ook een tijdlang een sport-column voor verzorgde. Kees Fens schreef voor De Tijd een wekelijkse column onder het pseudoniem A.L. Boom van 1976 tot het einde van het blad in 1990. Hij werkte van het begin in 1990 vijf jaar mee aan het Groot Dictee der Nederlandse Taal, de eerste twee keer schreef hij het essay en hij was jurylid.
Samen met J.J. Oversteegen en H.U. Jessurun d'Oliveira richtte hij in 1962 het invloedrijke literair tijdschrift Merlyn op.
Kees Fens overleed op 14 juni 2008 in het Onze Lieve Vrouwe Gasthuis in Amsterdam ten gevolge van Chronische Aspecifieke Respiratoire Aandoeningen (CARA), een longziekte waaraan hij al jaren leed. Op 20 juni werd hij na een requiemmis in De Krijtberg begraven op de Nieuwe Ooster.
Zijn zoon Stijn Fens is tevens journalist.

## Onderscheidingen en vernoeming
Waardering voor zijn werk is niet uitgebleven. Literaire prijzen en een eredoctoraat aan de Universiteit van Amsterdam vielen hem ten deel. Op 13 maart 2007 werd hij tijdens het boekenbal benoemd tot Ridder in de Orde van de Nederlandse Leeuw. Collega-literatoren eerden hem met een aantal speciaal voor hem samengestelde boeken.

Op 14 juni 2009 werd in Amsterdam de brug tussen de Hartenstraat en de Reestraat – schuin tegenover zijn laatste woonhuis aan de Keizersgracht – omgedoopt tot de Kees Fensbrug.

## Prijzen
- 1962 - Prijs der literaire kritiek;
- 1982 - Zilveren Griffel voor Nou hoor je het eens van een ander;
- 1984 - G.H. 's-Gravesande-prijs voor zijn constante en onafhankelijke arbeid voor de behartiging van de belangen der literatuur in tijdschrift en courant;
- 1986 - Frans Erensprijs voor zijn gehele oeuvre;
- 1990 - P.C. Hooft-prijs voor zijn gehele oeuvre;
- 1999 - Laurens Janszoon Costerprijs voor zijn gehele oeuvre;
- 2004 - eredoctoraat van de Universiteit van Amsterdam.

## Voor Kees Fens
- 1990 - Thema's voor een humanist. Opstellen voor Kees Fens;
- 1994 - Betrokken buitenstaander. Opstellen voor Kees Fens;
- 1994 - De eerste stem. Een album voor Kees Fens;
- 2004 - Kijk op kritiek. Essays voor Kees Fens.

## Biografie
- 2014 - Wiel Kusters Mijn versnipperd bestaan / Het leven van Kees Fens 1929-2008.

- Bibliothèque nationale de France: cb12169368g (data)
- Biografisch Portaal: 51719850
- Gemeinsame Normdatei: 119363585
- International Standard Name Identifier: 0000 0001 2026 6322
- Library of Congress Control Number: n80098640
- Nationale Bibliotheek van Israël: 987007275545605171
- Nederlandse Thesaurus van Auteursnamen: 069354316
- Système universitaire de documentation: 030234328
- Virtual International Authority File: 59124683
- WorldCat: E39PBJqvXY6xrr6pCyryTcRBT3